# 배극렴
배극렴(裵克廉, 1325년 ~ 1392년 12월 10일(음력 11월 26일))은 고려 말 조선 초 무신이자 조선의 개국공신이다. 본관은 성주(星州). 자는 양가(量可), 호는 주금당(晝錦堂)·필암(筆菴), 시호는 정절(貞節)이다.

## 생애
1325년 (충숙왕 12년) 고려 경상도 성주군 성주읍 대황리에서 위위시소윤으로 있던 배현보(裵玄甫)와 부인 성주 이씨(星州李氏)의 사이에서 차남으로 출생하였고 지난날 한때 고려 경상도 경산에서 잠시 유아기를 보낸 적이 있는 그는 관향인 성주 관하리에 살고 있을 때에는 나무를 심고 근처의 황무지를 개간해 고을의 백성들에게 골고루 나눠주어 농사를 짓게하니 백성들은 그의 공을 고맙게 생각해 그곳의 하천을 배천(裵川:白川)이라 부르고 마을 이름을 배리(裵里)라 부르게 되었는데 지금도 그렇게 부르고 있다.
공민왕 때인 1353년 문음으로 천거되어 진주, 상주의 목사, 계림, 화령의 부윤, 합포진첨사 등을 역임했다. 1376년 (우왕 2년) 진주 도원수가 되어, 진주에 쳐들어 온 왜구를 반성현에서 대파시키고, 이듬해 우인열(禹仁烈)을 대신하여 경상도도순문사(慶尙道都巡問使)가 되어 왜구의 방어에 공을 세웠다. 이때 병영이 있는 창원 인근의 합포(合浦)에 왜구 방어를 위한 축성을 주관하여 완성하니, 조선시대 경상우도병마절도사영의 번성(藩城)이 그것이다.
한편 1378년 경상도 원수(慶尙道 元帥)로서 욕지도(欲知島)에서 왜구를 대파하고, 삼도원수(三道元帥)로 함양부(咸陽府) 사근내역(沙斤乃驛)에서 또다시 왜구를 격파한 전공을 세웠다. 같은해 겨울 경상도도순문사로서 하동과 진주에 침략한 왜구를 추격하여 사주(泗州)에서 크게 이겼다. 이듬해 울주전투와 청도전투·사주전투 등에서 크게 활약한 뒤, 정치적 성장을 거듭하여 1380년 밀직부사(密直副使)에 올랐다. 그 후 이성계(李成桂)의 휘하에 들어가 여러 차례 왜구를 토벌하였으며 왕으로부터 말안장, 의복 및 술을 하사받았다.
1388년의 요동 출병 때 우군의 조전원수(助戰元帥)로 우군도통수(右軍都統師)인 이성계의 휘하에서 위화도 회군(威化島 回軍)을 결행하여 최영(崔瑩) 등의 구세력을 추방하였다. 1389년 (창왕 1년) 7월 판개성부사(判開城府事)의 요직을 맡았다. 그해 10월 문하찬성사(門下贊成事)로 승진하고, 하정사(賀正使)로 명나라에 다녀왔다. 1390년 (공양왕 1년) 평리(評理)로서 회군공신(回軍功臣)에 추록되었으며, 같은해 양광도찰리사(楊廣道察理使)가 되어 한양 궁궐의 조성을 감수하였다.
이어 삼군도총제부(三軍都摠制府)의 중군총제사(中軍摠制使)가 되어 도총제사(都摠制使) 이성계의 병권장악에 일익을 담당하였다. 같은해에 판삼사사(判三司事)가 되어 개경의 내성(內城)을 축성하는 총책을 맡고, 1392년 수문하시중(守門下侍中)에 올라 시중 심덕부(沈德符)와 함께 각도의 관찰사(觀察使)를 파하고 안렴사(按廉使)를 두고, 절제사(節制使), 경력(經歷), 도사(都事)등을 파하고 장무록사(掌務錄事)를 두는 등 지방의 관제(官制)를 혁신하는 상소를 올려 이를 혁파(革罷)하고, 이어서 문하우시중(門下右侍中)이 되었다.

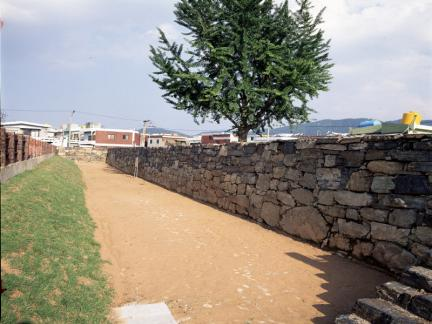
1378년, 배극렴이 합포(현재의 창원시 마산회원구)에 쌓게 한 합포성지

### 조선 건국
1392년 7월 문하우시중으로 조준(趙浚), 정도전과 함께 공양왕을 폐하고 이성계(李成桂)를 왕으로 추대하여 개국공신 1등이 되고 성산백(星山伯)에 봉해졌으며, 1천호(千戶)가 식읍(食邑)으로 내려졌다.
그리고 문하좌시중(門下左侍中)에 올라, 고려와 조선에 걸쳐 정승이 되었다. 12월 8일(음력 11월 24일) 병으로 사직하였다가 이틀 후 졸(卒)하니 조정에서는 크게 애도하여 3일을 철조(撤朝)하고 장례에 쓰는 여러 가지 물건을 보내어 증평 두타산(頭陀山) 대아봉(大雅峰)에 예장하였다. 이어 정절(貞節)이란 시호(諡號)를 내렸다. 슬하에는 1녀를 두었는데 영평군(永平君) 반자건(潘自建)에게 출가하였다.

## 가계
- 증조부 : 배유(裵裕)
- 조부 : 배신경(裵伸勁)
  - 아버지 : 배현보(裵玄甫) 위위시(衛尉寺) 소윤(少尹)
  - 어머니 : 성주 이씨(星州 李氏) 전객부령(典客副令) 이천년(李千年)의 여식(女息)
    - 형 : 배극귀(裵克貴) 진사(進士)

## 배극렴이 등장하는 작품
- 《개국》(KBS, 1983년~1983년, 배우:이호재)
- 《용의 눈물》(KBS, 1996년~1998년, 배우:김시원)
- 《정도전》(KBS, 2014년~2014년, 배우:송용태)